# Kei Nishikori
Kei Nishikori (jap. 錦織 圭, Matsue, 29. prosinca 1989.) japanski je profesionalni tenisač.

## Životopis
Nishikori je počeo trenirati tenis s pet godina. U 14. je godini preselio iz Japana u SAD, u teniski kamp Nicka Bollettierija na Floridi, gdje i danas trenira. U trenutku preseljenja nije znao ni riječ engleskoga. Sponzor preseljenja bila je zaklada Maasakija Morite, generalnog direktora Sonyja.
Godine 2006. osvojio je juniorski Roland Garros u igri parova. Prvi ATP naslov datira iz veljače 2008., 3:6, 6:1, 6:4 pobjeda nad Jamesom Blakeom u finalu američkog Delray Beacha. Te je godine ponio naslov najboljeg novog igrača na ATP Touru. Zbog ozljede je propustio veći dio 2009. i početak 2010. Na Grand Slam turnirima najdalje je otišao 2012. (četvrtfinale Australian Opena). U lipnju 2013. došao je do 11. mjesta na ljestvici najboljih tenisača.
U finalu US Opena 2014. godine, porazio ga je Marin Čilić (6:3, 6:3, 6:3)

## Stil igre
Nishikori je brz i fizički odlično pripremljen igrač osnovne crte. Svojom brzinom stvara prilike za poentiranje. Omiljene su mu tvrda i zemljana podloga, a najbolji udarac forehand. Slabije su mu strane nedostatak snage u odnosu na ostale vrhunske tenisače te sklonost ozljedama.

## Osvojeni turniri

### Pojedinačno (3 ATP)
| Br. | Datum              | Turnir                | Suparnik u finalu | Rezultat         |
| 1.  | 11. veljače 2008.  | Delray Beach, Florida | James Blake       | 3:6, 6:1, 6:4    |
| 2.  | 7. listopada 2012. | Tokio                 | Miloš Raonić      | 7:6(5), 3:6, 6:0 |
| 3.  | 24. veljače 2013.  | Memphis, Tennessee    | Feliciano López   | 6:2, 6:3         |

## Rezultati na Grand Slam turnirima
| Grand Slam      | 2008. | 2009. | 2010. | 2011. | 2012. | 2013. |
| --------------- | ----- | ----- | ----- | ----- | ----- | ----- |
| Australian Open | -     | 1k    | -     | 3k    | 1/4f  | 4k    |
| Roland Garros   | -     | -     | 2k    | 2k    | -     | 4k    |
| Wimbledon       | 1k    | -     | 1k    | 1k    | 3k    | 3k    |
| US Open         | 4k    | -     | 3k    | 1k    | 3k    | f     |

## Plasman na ATP listi na kraju sezone
| 2008. | 2009. | 2010. | 2011. | 2012. | 2013. |
| ----- | ----- | ----- | ----- | ----- | ----- |
| 63.   | 418.  | 98.   | 25.   | 19.   |       |

## Vanjske poveznice
- Službena stranica (jap.)(engl.)
- Profil na stranici ATP Toura (engl.)